# پدی کرئان
پدی کرئان (انگلیسی: Paddy Crehan; ۱۸ فوریهٔ ۱۹۲۰ – ۱۱ فوریهٔ ۱۹۹۲) بازیکن بسکتبال اهل جمهوری ایرلند بود. وی در بازی‌های المپیک تابستانی ۱۹۴۸ شرکت کرده‌است.